# Александров, Юрий Васильевич
Ю́рий Васи́льевич Алекса́ндров (13 октября 1963, Каменск-Уральский — 1 января 2013, Москва) — советский боксёр, чемпион и призёр чемпионатов СССР, Европы и мира, один из первых советских боксеров-профессионалов. Вице-президент Федерации профессионального бокса России.

## Биография
Родился в 1963 году в городе Каменске-Уральском Свердловской области. В десять лет по примеру старшего брата Александра начал заниматься боксом. Тренировался в добровольном спортивном обществе «Труд» под руководством А. А. Дементьева. В 1979 году стал чемпионом СССР среди юношей. В 1980 году вместе с тренером переехал в город Невинномысск, где были лучшие условия для тренировок. В 1981 году стал чемпионом СССР среди молодёжи[уточнить] и мастером спорта СССР. В том же году был приглашён в сборную СССР и выступил на Кубке мира в Монреале в весовой категории до 51 кг. В полуфинале был вынужден прекратить бой из-за полученного перелома руки. Став таким образом бронзовым призёром Кубка мира, получил звание мастера спорта международного класса. В 1982 году, в возрасте 18 лет стал чемпионом мира, самым молодым в истории советского бокса и получил звание заслуженного мастера спорта СССР. В том же году впервые победил в чемпионате СССР среди взрослых в весовой категории до 51 кг. С 1983 года выступал в весовой категории до 54 кг и добился значительных успехов, в числе которых:
- Чемпион Европы 1983 года[4].
- Чемпион Спартакиады народов СССР и серебряный призёр чемпионата СССР 1983 года (участвовать в финальном бою за звание чемпиона СССР не смог из-за травмы)[5].
- Чемпион СССР 1984 года.
- Бронзовый призёр чемпионата мира 1986 года.
- Чемпион СССР 1986 года.
- Серебряный призёр чемпионата Европы 1987 года.
- Чемпион СССР 1987 года[4].
- Бронзовый призёр чемпионата СССР 1988 года[6].

В 1989 году стал одним из первых в СССР боксёров-профессионалов и провёл первый профессиональный матч в истории советского бокса, одержав в нём победу над боксёром из США Тони Сиснеросом (англ. Tony Cisneros). Существенных успехов в профессиональном боксе не добился: провёл пять боёв, последние три проиграл. Закончил спортивную карьеру в 1992 году. Всего провёл 249 боёв (237 побед, 12 поражений).
Впоследствии жил в Москве, занимался бизнесом. В 2001 году открыл боксёрскую школу и непосредственно участвовал в тренерской работе. Тогда же стал вице-президентом Федерации профессионального бокса России. Скоропостижно скончался 1 января 2013 года от обширного инфаркта миокарда.

## Личная жизнь
Женат, трое детей: дочери Анна и Юлия, сын Сергей.

## Память
На спорткомплексе «Салют» в родном городе Александрова, Каменске-Уральском, 14 июля 2015 года была установлена мемориальная доска, а 16 декабря 2016 года там же торжественно открыта бронзовая скульптура, изготовленная по фотографии Александрова на пьедестале чемпионата мира 1982 года в Мюнхене.

## Комментарии
1. ↑  Часть источников называет Александрова уроженцем Невинномысска, но эти сведения ошибочны[1].